# (7345) Happer
(7345) Happer est un astéroïde de la ceinture principale aréocroiseur.

## Description
(7345) Happer est un astéroïde aréocroiseur. Il présente une orbite caractérisée par un demi-grand axe de 2,45 UA, une excentricité de 0,32 et une inclinaison de 3,7° par rapport à l'écliptique.

## Compléments